# Rhamnus minnanensis
Rhamnus minnanensis är en brakvedsväxtart som beskrevs av K.M. Li. Rhamnus minnanensis ingår i släktet getaplar, och familjen brakvedsväxter. Inga underarter finns listade i Catalogue of Life.